# Georges Grün
Pour les articles homonymes, voir Grün.
Georges Grün, né le 25 janvier 1962 à Schaerbeek, est un footballeur international belge qui évoluait au poste de défenseur.

## Biographie
Georges Grün commence sa carrière active au RSC Anderlecht entre 1983 et 1990. Il remporte alors trois fois le Championnat de Belgique, en 1985, 1986 et 1987.
En 1990, il part jouer au Parme FC. Avec le club italien où il joue quatre saisons, il termine successivement sixième, septième, troisième et cinquième du Championnat d'Italie. Il remporte la Coupe d'Italie en 1992 mais surtout la Coupe d'Europe des vainqueurs de coupe en 1993. 
Durant la saison 1993-1994, il revient à Anderlecht où il remporte le Championnat de Belgique en 1995. Avec les Mauves, il joue 340 matchs officiels et marque 39 buts. Il quitte définitivement le club bruxellois pour un retour en Italie pour deux saisons, au Reggiana AC, en 1996.
Il dispute 77 matches entre 1984 et 1995 pour l'équipe nationale belge, pour laquelle il marque six fois. Le but mémorable de Georges Grün a eu lieu lors d'un match de qualification pour la Coupe du monde 1986, Le 20 novembre 1985, contre les Pays-Bas au De Kuip de Rotterdam (défaite, 2-1). À six minutes de la fin du match, lors d'une contre-attaque des Diables Rouges et un centre de Eric Gerets, Georges Grün passe John van Loen, et bat Hans van Breukelen. Les Belges perdent le match mais le but de Grün leur donne la qualification pour le mundial mexicain.
Grün participe au championnat d'Europe en 1984 et joue ensuite dans les trois Coupes du monde en 1986, en 1990 et 1994. Il est, après le départ de Jan Ceulemans, durant cinq ans, capitaine de l'équipe nationale. 
Après sa carrière de footballeur, Georges Grün devient commentateur sportif à la télévision. Depuis 2005, il est le présentateur attitré des soirées de Ligue des champions de l'UEFA et des matchs de l'équipe nationale belge sur la chaîne belge Club RTL.

Le 5 mai 2021, lors de la demi-finale retour entre le Chelsea Football Club et le Real Madrid qu'il commente en studio sur Club RTL, il annonce mettre un terme à cette « seconde » carrière et reçoit les hommages de nombreux joueurs, entraîneurs et commentateurs sportifs.
Georges Grün, vit en 2023 en République dominicaine et est reconverti guide de pêche.

## Palmarès

### En Club
- Vainqueur de la Coupe d'Europe des Vainqueurs de Coupe en 1993  avec Parme
- Vainqueur de la Coupe de l'UEFA en 1983  avec le RSC Anderlecht
- Champion de Belgique en 1985, 1986, 1987 et en 1995 avec le RSC Anderlecht
- Vainqueur de la Coupe d'Italie en 1992 avec Parme
- Vainqueur de la Coupe de Belgique en 1988 et en 1989 avec le RSC Anderlecht
- Finaliste de la Coupe d'Europe des Vainqueurs de Coupe en 1990 avec le RSC Anderlecht et en 1994 avec Parme
- Finaliste de la Coupe de l'UEFA en 1984 avec le RSC Anderlecht

### EnÉquipe de Belgique
- 77 sélections et 6 buts entre 1984 et 1995
- Participation à la Coupe du monde en 1986 (4e), 1990 (1/8 de finaliste) et en 1994 (1/8 de finaliste)
- Participation au Championnat d'Europe des Nations en 1984 (Premier Tour)
- 11 matches disputés en Coupe du Monde : 6 en 1986, 2 en 1990 et 3 en 1994
- Auteur du but de la qualification pour la Coupe du monde 1986 lors du match Pays-Bas - Belgique le 20 novembre 1985